# Pedro Christophersen
Peter Christophersen, känd som Peder eller Don Pedro Christophersen, född 28 maj 1845 i Tønsberg, död 18 augusti 1930 i Buenos Aires, var en norsk affärsman, godsägare och donator, som största delen av sitt liv var verksam i Argentina

## Biografi
Peter Christophersen var ett av 11 syskon och näst yngst av de 8 som växte upp. Deras far var tulltjänsteman och familjen levde under enkla förhållanden. De flesta bröderna kom att etablera sig i utlandet. Bland dessa märks Wilhelm Christophersen (1832–1913), som blev diplomat och senare norsk utrikesminister. 
Efter att ha genomgått Tønsbergs borgarskola flyttade Peter vid 20 års ålder till Cadiz i Spanien, där brodern Thorvald drev skeppsmäkleri. Efter att Wilhelm hade blivit svensk-norsk generalkonsul i Buenos Aires 1870 kom fyra av de övriga bröderna att flytta dit, för Peters del 1871. Han drev där sedan ett framgångsrikt skeppsmäkleri samt engagerade sig i utbyggnaden av stadens hamn och kommunikationer. Ett ekonomiskt fördelaktigt äktenskap gjorde honom till landägare av stora mått och gjorde det möjligt att dra sig tillbaka från affärslivet 1902. Han bidrog emellertid 1904 till etableringen av linjefart mellan Skandinavien och Río de la Plata-området och till norsk valfångst i de sydliga farvattnen. Hans ekonomiska stöd till Roald Amundsens sydpolsexpedition 1910–1912 var avgörande för genomförandet av denna. För detta tilldelades han storkorset av norska Sankt Olavs orden.
Christophersen var rysk generalkonsul och chargé d'affaires i Buenos Aires 1881–1902 samt dansk generalkonsul 1884–1902.

## Eftermäle
- Fjället Mount Don Pedro Christophersen i Västantarktis  är uppkallat efter honom.
- Det svenska motorfartyget Pedro Christophersen byggdes 1913 som ett av världens första oceangående fartyg med dieselmotorer.[6] Det ägdes av Rederiaktiebolaget Nordstjernan, som drev linjefart mellan Skandinavien och Sydamerika.